# Deon Minor
Deon Minor (22 gennaio 1973) è un ex velocista statunitense, specializzato nei 400 metri piani.

## Biografia
Ai Campionati del mondo di atletica leggera indoor 1997 vinse l'oro nella staffetta 4×400 insieme ai connazionaliJason Rouser, Mark Everett e Sean Maye, totalizzando un tempo di 3'04"93.
Due anni dopo, ai Campionati del mondo di atletica leggera indoor 1999 vinse l'oro nella staffetta 4×400 insieme ai connazionali Andre Morris, Dameon Johnson e Milton Campbell, totalizzando un tempo record di 3'02"83.

## Palmarès
| Anno | Manifestazione  | Sede     | Evento  | Risultato | Prestazione | Note            |
| ---- | --------------- | -------- | ------- | --------- | ----------- | --------------- |
| 1997 | Mondiali indoor | Parigi   | 4×400 m | Oro       | 3'04"93     |                 |
| 1999 | Mondiali indoor | Maebashi | 4×400 m | Oro       | 3'02"83     | Record mondiale |